# Honda 2RC146
La Honda 2RC146 est une moto qui remporta neuf des douze courses comptant pour le championnat du monde 1964 et s'adjugea ainsi le titre constructeur dans la catégorie 125 cm3, il s'agissait d'une évolution de la RC146 de 1963.